# Lady Samantha (album)
Lady Samantha – kompilacyjny album Eltona Johna, wydany 13 października 1980 roku w USA (pierwotnie wydany w Wielkiej Brytanii w 1974 tylko w formie kasety). Album zawiera rzadkie utwory i strony B singli pochodzących z najwcześniejszych okresów kariery artysty.

## Lista utworów
1. "Rock n' Roll Madonna" – 4:17
  - Wydane w Wlk. Brytanii w 1970 jako singel
2. "Whenever You're Ready (We'll Go Steady Again)" – 2:51
  - Wydane jako strona B "Saturday Night's Alright for Fighting" w 1973
3. "Bad Side of the Moon" – 3:15
  - Wydane jako strona B "Border Song" w 1970
4. "Jack Rabbit" – 1:50
  - Krótki utwór instrumentalny, ukazał się na stronie B singla "Saturday Night's Alright for Fighting" w 1973
5. "Into the Old Man's Shoes" – 4:04
  - Strona B singla "Your Song" z 1970
6. "It's Me That You Need" – 4:04
  - Ukazał się w Wlk. Brytanii w ramach strony B singla "Lady Samantha" w 1969
7. "Ho! Ho! Ho! (Who'd Be a Turkey at Christmas)" – 4:02
  - Wyjątkowa śpiewka świąteczna wydana jako strona B do "Step into Christmas" w 1973
8. "Skyline Pigeon" – 3:53
  - W 1973 roku utwór ukazał się jako strona B singla "Daniel"
9. "Screw You (Young Man's Blues)" – 4:43
  - Strona B "Goodbye Yellow Brick Road – Służyła w USA jako etykieta do "Young Man's Blues"
10. "Just Like Strange Rain" – 3:43
  - Strona B singla It's Me That You Need – pojawiła się na zremasterowanym Empty Sky
11. "Grey Seal" (original version) – 3:36
  - Strona B z "Rock n' Roll Madonna" – później nagrana do Goodbye Yellow Brick Road
12. "Honey Roll" – 3:00
  - Z soundtracka "Friends" z 1971
13. "Lady Samantha" – 3:02
  - Wydane na singlu na Wyspach w 1969 – w Stanach w 1970
14. "Friends" – 2:20
  - Utwór tytułowy z soundtracka "Friends" pochodzącego z 1971